# Martin Karndu
Martin Karndu (Monrovia, 18 gennaio 1993) è un ex calciatore liberiano, di ruolo centrocampista.

## Carriera

### Club
Tra il 2011 ed il 2015 ha giocato nella prima divisione liberiana, prima per una stagione al Mighty Barrolle e successivamente per un triennio al LISCR; in seguito si è trasferito in Myanmar, giocando con il City Yangon nella seconda divisione del Paese asiatico. Tornato nuovamente in patria, ha giocato in prima divisione con Watanga (per una stagione) e nuovamente Mighty Barrolle (per due stagioni consecutive, fino al 2021). Nella stagione 2021-2022 ha giocato 9 partite nella prima divisione dello Sri Lanka con gli Upcountry Lions, per poi ritirarsi, all'età di 29 anni.

### Nazionale
Tra il 2011 e il 2012 ha giocato 10 partite con la nazionale liberiana.

## Statistiche

### Cronologia presenze e reti in nazionale
| Cronologia completa delle presenze e delle reti in nazionale ― Liberia | Cronologia completa delle presenze e delle reti in nazionale ― Liberia | Cronologia completa delle presenze e delle reti in nazionale ― Liberia | Cronologia completa delle presenze e delle reti in nazionale ― Liberia | Cronologia completa delle presenze e delle reti in nazionale ― Liberia | Cronologia completa delle presenze e delle reti in nazionale ― Liberia | Cronologia completa delle presenze e delle reti in nazionale ― Liberia | Cronologia completa delle presenze e delle reti in nazionale ― Liberia |
| Data                                                                   | Città                                                                  | In casa                                                                | Risultato                                                              | Ospiti                                                                 | Competizione                                                           | Reti                                                                   | Note                                                                   |
| ---------------------------------------------------------------------- | ---------------------------------------------------------------------- | ---------------------------------------------------------------------- | ---------------------------------------------------------------------- | ---------------------------------------------------------------------- | ---------------------------------------------------------------------- | ---------------------------------------------------------------------- | ---------------------------------------------------------------------- |
| 10-8-2011                                                              | Monrovia                                                               | Liberia                                                                | 0 – 0                                                                  | Angola                                                                 | Amichevole                                                             | -                                                                      | 26’                                                                    |
| 14-8-2011                                                              | Monrovia                                                               | Liberia                                                                | 0 – 0                                                                  | Niger                                                                  | Amichevole                                                             | -                                                                      | 83’                                                                    |
| 8-10-2011                                                              | Monrovia                                                               | Liberia                                                                | 2 – 2                                                                  | Mali                                                                   | Qual. Coppa d'Africa 2012                                              | -                                                                      |                                                                        |
| 15-2-2012                                                              | Monrovia                                                               | Liberia                                                                | 0 – 2                                                                  | Nigeria                                                                | Amichevole                                                             | -                                                                      | 76’                                                                    |
| 29-2-2012                                                              | Monrovia                                                               | Liberia                                                                | 1 – 0                                                                  | Namibia                                                                | Qual. Coppa d'Africa 2013                                              | -                                                                      | 87’                                                                    |
| 10-6-2012                                                              | Monrovia                                                               | Liberia                                                                | 0 – 0                                                                  | Angola                                                                 | Qual. Mondiali 2014                                                    | -                                                                      | 63’                                                                    |
| 4-9-2012                                                               | Monrovia                                                               | Liberia                                                                | 1 – 0                                                                  | Malawi                                                                 | Amichevole                                                             | -                                                                      | 45+1’                                                                  |
| 11-9-2012                                                              | Monrovia                                                               | Liberia                                                                | 2 – 0                                                                  | Ghana                                                                  | Amichevole                                                             | -                                                                      | 78’                                                                    |
| 9-10-2012                                                              | Niamey                                                                 | Niger                                                                  | 4 – 3                                                                  | Liberia                                                                | Amichevole                                                             | -                                                                      | ?’                                                                     |
| 15-12-2012                                                             | Nouakchott                                                             | Mauritania                                                             | 2 – 1                                                                  | Liberia                                                                | Qual. Campionato delle Nazioni Africane 2014                           | -                                                                      |                                                                        |
| Totale                                                                 |                                                                        | Presenze                                                               | 10                                                                     |                                                                        | Reti                                                                   | 0                                                                      |                                                                        |